# Freestyle-Skiing-Weltcup 1989/90
Die Saison 1989/90 war die 11. Saison des von der Fédération Internationale de Ski (FIS) veranstalteten Freestyle-Skiing-Weltcups. Sie begann am 8. Dezember 1989 in Tignes und endete am 16. März 1990 in La Clusaz. Ausgetragen wurden Wettbewerbe in den Disziplinen Aerials (Springen), Moguls (Buckelpiste), Ballett und in der Kombination.

## Männer

### Weltcupwertungen
| Rang | Name              | Punkte |
| ---- | ----------------- | ------ |
| 1.   | Éric Laboureix    | 58     |
| 2.   | Olivier Allamand  | 53     |
| 3.   | Trace Worthington | 47     |
| 4.   | Jeff Violo        | 39     |
| 5.   | Richard Pierce    | 34     |
| 6.   | Edgar Grospiron   | 25     |
| 7.   | Roberto Franco    | 24     |
| 8.   | Jean-Marc Bacquin | 24     |
| 9.   | Rune Kristiansen  | 24     |
| 10.  | Philippe Laroche  | 24     |

| Rang | Name              | Punkte |
| ---- | ----------------- | ------ |
| 1.   | Jean-Marc Bacquin | 145    |
| 2.   | Philippe Laroche  | 142    |
| 3.   | Russ Magnanti     | 138    |
| 4.   | John Ross         | 135    |
| 5.   | Kris Feddersen    | 129    |
| 6.   | Trace Worthington | 126    |
| 7.   | Didier Méda       | 126    |
| 8.   | Michel Roth       | 123    |
| 9.   | Jean-Marc Rozon   | 111    |
| 10.  | Hugo Bonatti      | 108    |

| Rang | Name               | Punkte |
| ---- | ------------------ | ------ |
| 1.   | Edgar Grospiron    | 149    |
| 2.   | Olivier Allamand   | 142    |
| 3.   | Éric Berthon       | 136    |
| 4.   | Hans Engelsen Eide | 122    |
| 5.   | Bruno Bertrand     | 120    |
| 6.   | John Smart         | 118    |
| 7.   | Bernard Brandt     | 115    |
| 8.   | Éric Laboureix     | 114    |
| 9.   | Fabrice Ougier     | 107    |
| 10.  | Chuck Martin       | 106    |

| Rang | Name               | Punkte |
| ---- | ------------------ | ------ |
| 1.   | Roberto Franco     | 146    |
| 2.   | Rune Kristiansen   | 143    |
| 3.   | Hermann Reitberger | 140    |
| 4.   | Armin Weiß         | 136    |
| 5.   | Heini Baumgartner  | 125    |
| 6.   | Dave Walker        | 124    |
| 7.   | Richard Pierce     | 122    |
| 8.   | Craig Young        | 118    |
| 9.   | Timo Heikkinen     | 109    |
| 10.  | Éric Laboureix     | 107    |

| Rang | Name              | Punkte |
| ---- | ----------------- | ------ |
| 1.   | Éric Laboureix    | 90     |
| 2.   | Olivier Allamand  | 86     |
| 3.   | Trace Worthington | 80     |
| 4.   | Jeff Violo        | 78     |
| 5.   | Martí Rafel       | 68     |
| 6.   | Sergei Schuplezow | 36     |
| 7.   | Hugo Bonatti      | 24     |
| 8.   | Sergey Brener     | 21     |

### Podestplätze

#### Moguls
| Datum             | Ort          | Disz. | 1. Platz          | 2. Platz           | 3. Platz          |
| ----------------- | ------------ | ----- | ----------------- | ------------------ | ----------------- |
| 15. Dezember 1989 | La Plagne    | MO    | Edgar Grospiron   | Olivier Allamand   | Jürg Biner        |
| 16. Dezember 1989 | La Plagne    | MO    | Bernard Brandt    | Olivier Allamand   | Nelson Carmichael |
| 6. Januar 1990    | Mont Gabriel | MO    | Edgar Grospiron   | Olivier Allamand   | Bernard Brandt    |
| 13. Januar 1990   | Lake Placid  | MO    | Edgar Grospiron   | Olivier Allamand   | Chuck Martin      |
| 20. Januar 1990   | Breckenridge | MO    | Nelson Carmichael | Edgar Grospiron    | Éric Berthon      |
| 28. Januar 1990   | Calgary      | MO    | Éric Berthon      | Nelson Carmichael  | Edgar Grospiron   |
| 10. Februar 1990  | Inawashiro   | MO    | Edgar Grospiron   | Hans Engelsen Eide | Chuck Martin      |
| 18. Februar 1990  | Iizuna Kōgen | MO    | Edgar Grospiron   | Olivier Allamand   | Éric Berthon      |
| 16. März 1990     | La Clusaz    | MO    | Éric Berthon      | John Smart         | Rick Emerson      |

#### Aerials
| Datum             | Ort          | Disz. | 1. Platz          | 2. Platz          | 3. Platz          |
| ----------------- | ------------ | ----- | ----------------- | ----------------- | ----------------- |
| 9. Dezember 1989  | Tignes       | AE    | Russ Magnanti     | Philippe Laroche  | John Ross         |
| 17. Dezember 1989 | La Plagne    | AE    | Jean-Marc Bacquin | Jean-Marc Rozon   | Russ Magnanti     |
| 7. Januar 1990    | Mont Gabriel | AE    | Philippe Laroche  | Trace Worthington | John Ross         |
| 14. Januar 1990   | Lake Placid  | AE    | Philippe Laroche  | Jean-Marc Bacquin | Kris Feddersen    |
| 21. Januar 1990   | Breckenridge | AE    | Jean-Marc Rozon   | Philippe Laroche  | Jean-Marc Bacquin |
| 27. Januar 1990   | Calgary      | AE    | Russ Magnanti     | Jean-Marc Bacquin | Kris Feddersen    |
| 11. Februar 1990  | Inawashiro   | AE    | Jean-Marc Bacquin | Michel Roth       | Didier Méda       |
| 18. Februar 1990  | Iizuna Kōgen | AE    | Michel Roth       | Jean-Marc Bacquin | Russ Magnanti     |
| 14. März 1990     | La Clusaz    | AE    | Trace Worthington | John Ross         | Kris Feddersen    |

#### Ballett
| Datum             | Ort          | Disz. | 1. Platz           | 2. Platz           | 3. Platz           |
| ----------------- | ------------ | ----- | ------------------ | ------------------ | ------------------ |
| 8. Dezember 1989  | Tignes       | AC    | Rune Kristiansen   | Heini Baumgartner  | Roberto Franco     |
| 14. Dezember 1989 | La Plagne    | AC    | Roberto Franco     | Hermann Reitberger | Heini Baumgartner  |
| 5. Januar 1990    | Mont Gabriel | AC    | Lane Spina         | Roberto Franco     | Hermann Reitberger |
| 12. Januar 1990   | Lake Placid  | AC    | Armin Weiß         | Roberto Franco     | Hermann Reitberger |
| 19. Januar 1990   | Breckenridge | AC    | Lane Spina         | Rune Kristiansen   | Hermann Reitberger |
| 26. Januar 1990   | Calgary      | AC    | Rune Kristiansen   | Roberto Franco     | Craig Young        |
| 9. Februar 1990   | Inawashiro   | AC    | Roberto Franco     | Rune Kristiansen   | Dave Walker        |
| 17. Februar 1990  | Iizuna Kōgen | AC    | Armin Weiß         | Richard Pierce     | Roberto Franco     |
| 13. März 1990     | La Clusaz    | AC    | Hermann Reitberger | Roberto Franco     | Rune Kristiansen   |

#### Kombination
| Datum             | Ort          | Disz. | 1. Platz          | 2. Platz          | 3. Platz          |
| ----------------- | ------------ | ----- | ----------------- | ----------------- | ----------------- |
| 16. Dezember 1989 | La Plagne    | CO    | Éric Laboureix    | Trace Worthington | Jeff Violo        |
| 17. Dezember 1989 | La Plagne    | CO    | Éric Laboureix    | Olivier Allamand  | Jeff Violo        |
| 7. Januar 1990    | Mont Gabriel | CO    | Olivier Allamand  | Éric Laboureix    | Trace Worthington |
| 14. Januar 1990   | Lake Placid  | CO    | Éric Laboureix    | Olivier Allamand  | Sergei Schuplezow |
| 21. Januar 1990   | Breckenridge | CO    | Éric Laboureix    | Olivier Allamand  | Jeff Violo        |
| 28. Januar 1990   | Calgary      | CO    | Éric Laboureix    | Olivier Allamand  | Trace Worthington |
| 11. Februar 1990  | Inawashiro   | CO    | Olivier Allamand  | Éric Laboureix    | Trace Worthington |
| 18. Februar 1990  | Iizuna Kōgen | CO    | Éric Laboureix    | Olivier Allamand  | Jeff Violo        |
| 16. März 1990     | La Clusaz    | CO    | Trace Worthington | Jeff Violo        | Hugo Bonatti      |

## Frauen

### Weltcupwertungen
| Rang | Name                | Punkte |
| ---- | ------------------- | ------ |
| 1.   | Conny Kissling      | 35     |
| 2.   | Donna Weinbrecht    | 12     |
| 3.   | Sonja Reichart      | 12     |
| 4.   | Jilly Curry         | 11     |
| 5.   | Tatjana Mittermayer | 10     |
| 6.   | Catherine Lombard   | 10     |
| 7.   | Kirstie Marshall    | 10     |
| 8.   | Monika Kamber       | 10     |
| 9.   | Åsa Magnusson       | 10     |
| 10.  | Ellen Breen         | 10     |

| Rang | Name              | Punkte |
| ---- | ----------------- | ------ |
| 1.   | Sonja Reichart    | 71     |
| 2.   | Catherine Lombard | 62     |
| 3.   | Kirstie Marshall  | 61     |
| 4.   | Elfie Simchen     | 57     |
| 5.   | Conny Kissling    | 57     |
| 6.   | Chizuko Kudo      | 50     |
| 7.   | Sabine Horvath    | 42     |
| 8.   | Colette Brand     | 37     |
| 9.   | Jodie Spiegel     | 34     |
| 10.  | Hiroko Fujii      | 31     |

| Rang | Name                 | Punkte |
| ---- | -------------------- | ------ |
| 1.   | Donna Weinbrecht     | 72     |
| 2.   | Tatjana Mittermayer  | 63     |
| 3.   | Raphaëlle Monod      | 57     |
| 4.   | Birgit Stein-Keppler | 55     |
| 5.   | Petra Moroder        | 47     |
| 6.   | LeeLee Morrison      | 45     |
| 7.   | Rachel Schochet      | 44     |
| 8.   | Maggie Connor        | 37     |
| 9.   | Stine Lise Hattestad | 35     |
| 10.  | Conny Kissling       | 32     |

| Rang | Name           | Punkte |
| ---- | -------------- | ------ |
| 1.   | Conny Kissling | 72     |
| 2.   | Monika Kamber  | 59     |
| 3.   | Åsa Magnusson  | 57     |
| 4.   | Ellen Breen    | 57     |
| 5.   | Karen Hunter   | 45     |
| 6.   | Lucie Barma    | 44     |
| 7.   | Cathy Féchoz   | 43     |
| 8.   | Tanya Clarke   | 38     |
| 9.   | Jan Bucher     | 31     |
| 10.  | Carla Tanner   | 29     |

| Rang | Name                 | Punkte |
| ---- | -------------------- | ------ |
| 1.   | Conny Kissling       | 48     |
| 2.   | Jilly Curry          | 40     |
| 3.   | Katherina Kubenk     | 33     |
| 4.   | Kristean Porter      | 26     |
| 4.   | Tarsha Ebbern        | 26     |
| 6.   | Tamara Saint Germain | 21     |
| 7.   | Veronique Granier    | 9      |
| 8.   | Sachiyo Kamimura     | 4      |
| 9.   | Shannon Carey        | 3      |

### Podestplätze

#### Moguls
| Datum             | Ort          | Disz. | 1. Platz         | 2. Platz            | 3. Platz             |
| ----------------- | ------------ | ----- | ---------------- | ------------------- | -------------------- |
| 15. Dezember 1989 | La Plagne    | MO    | Raphaëlle Monod  | LeeLee Morrison     | Donna Weinbrecht     |
| 16. Dezember 1989 | La Plagne    | MO    | Donna Weinbrecht | Tatjana Mittermayer | Petra Moroder        |
| 6. Januar 1990    | Mont Gabriel | MO    | Donna Weinbrecht | LeeLee Morrison     | Raphaëlle Monod      |
| 13. Januar 1990   | Lake Placid  | MO    | Donna Weinbrecht | Rachel Schochet     | Birgit Stein-Keppler |
| 20. Januar 1990   | Breckenridge | MO    | Donna Weinbrecht | Tatjana Mittermayer | Birgit Stein-Keppler |
| 28. Januar 1990   | Calgary      | MO    | Donna Weinbrecht | Raphaëlle Monod     | Birgit Stein-Keppler |
| 10. Februar 1990  | Inawashiro   | MO    | Donna Weinbrecht | Tatjana Mittermayer | Petra Moroder        |
| 18. Februar 1990  | Iizuna Kōgen | MO    | Donna Weinbrecht | LeeLee Morrison     | Tatjana Mittermayer  |
| 16. März 1990     | La Clusaz    | MO    | Donna Weinbrecht | Tatjana Mittermayer | Raphaëlle Monod      |

#### Aerials
| Datum             | Ort          | Disz. | 1. Platz          | 2. Platz          | 3. Platz          |
| ----------------- | ------------ | ----- | ----------------- | ----------------- | ----------------- |
| 9. Dezember 1989  | Tignes       | AE    | Sonja Reichart    | Elfie Simchen     | Kirstie Marshall  |
| 17. Dezember 1989 | La Plagne    | AE    | Sonja Reichart    | Catherine Lombard | Kirstie Marshall  |
| 7. Januar 1990    | Mont Gabriel | AE    | Sonja Reichart    | Conny Kissling    | Kirstie Marshall  |
| 14. Januar 1990   | Lake Placid  | AE    | Sonja Reichart    | Chizuko Kudo      | Elfie Simchen     |
| 21. Januar 1990   | Breckenridge | AE    | Kirstie Marshall  | Sonja Reichart    | Elfie Simchen     |
| 27. Januar 1990   | Calgary      | AE    | Catherine Lombard | Sonja Reichart    | Kirstie Marshall  |
| 11. Februar 1990  | Inawashiro   | AE    | Conny Kissling    | Chizuko Kudo      | Catherine Lombard |
| 18. Februar 1990  | Iizuna Kōgen | AE    | Elfie Simchen     | Chizuko Kudo      | Catherine Lombard |
| 14. März 1990     | La Clusaz    | AE    | Sonja Reichart    | Sabine Horvath    | Catherine Lombard |

#### Ballett
| Datum             | Ort          | Disz. | 1. Platz       | 2. Platz       | 3. Platz       |
| ----------------- | ------------ | ----- | -------------- | -------------- | -------------- |
| 8. Dezember 1989  | Tignes       | AC    | Jan Bucher     | Julia Snell    | Conny Kissling |
| 14. Dezember 1989 | La Plagne    | AC    | Conny Kissling | Jan Bucher     | Monika Kamber  |
| 5. Januar 1990    | Mont Gabriel | AC    | Conny Kissling | Karen Hunter   | Ellen Breen    |
| 12. Januar 1990   | Lake Placid  | AC    | Conny Kissling | Karen Hunter   | Åsa Magnusson  |
| 19. Januar 1990   | Breckenridge | AC    | Conny Kissling | Karen Hunter   | Åsa Magnusson  |
| 26. Januar 1990   | Calgary      | AC    | Ellen Breen    | Conny Kissling | Monika Kamber  |
| 9. Februar 1990   | Inawashiro   | AC    | Conny Kissling | Lucie Barma    | Monika Kamber  |
| 17. Februar 1990  | Iizuna Kōgen | AC    | Conny Kissling | Lucie Barma    | Ellen Breen    |
| 13. März 1990     | La Clusaz    | AC    | Conny Kissling | Monika Kamber  | Åsa Magnusson  |

#### Kombination
| Datum             | Ort          | Disz. | 1. Platz       | 2. Platz         | 3. Platz             |
| ----------------- | ------------ | ----- | -------------- | ---------------- | -------------------- |
| 16. Dezember 1989 | La Plagne    | CO    | Conny Kissling | Jilly Curry      | Tarsha Ebbern        |
| 17. Dezember 1989 | La Plagne    | CO    | Conny Kissling | Tarsha Ebbern    | Jilly Curry          |
| 7. Januar 1990    | Mont Gabriel | CO    | Conny Kissling | Jilly Curry      | Natalja Orechowa     |
| 14. Januar 1990   | Lake Placid  | CO    | Conny Kissling | Kristean Porter  | Natalja Orechowa     |
| 21. Januar 1990   | Breckenridge | CO    | Conny Kissling | Jilly Curry      | Tamara Saint Germain |
| 28. Januar 1990   | Calgary      | CO    | Conny Kissling | Katherina Kubenk | –                    |
| 11. Februar 1990  | Inawashiro   | CO    | Conny Kissling | Katherina Kubenk | Kristean Porter      |
| 18. Februar 1990  | Iizuna Kōgen | CO    | Conny Kissling | Kristean Porter  | Tarsha Ebbern        |
| 16. März 1990     | La Clusaz    | CO    | Jilly Curry    | Tarsha Ebbern    | Kristean Porter      |